# Колдуэлл-Поуп, Кентавиус
Кентавиус Таннелл Колдуэлл-Поуп (англ. Kentavious Tannell Caldwell-Pope; род. 18 февраля 1993 года в Томастоне, штат Джорджия, США) — американский профессиональный баскетболист, который выступает за клуб Национальной баскетбольной ассоциации «Мемфис Гриззлис». Он был выбран на драфте НБА 2013 года в первом раунде под общим восьмым номером командой «Детройт Пистонс». Играет на позиции атакующего защитника.

## Биография
На первом году обучения в университете Колдуэлл-Поуп был включён в сборную новичков конференции SEC. Его лучшим результатом в этом сезоне стало 25 очков в игре против «Оле Мисс». По итогам следующего года он стал игроком года конференции SEC. В среднем за сезон он набирал 18,5 очка и делал 7,1 подбора. Лучшей игрой в университет стал матч против университета ЛСУ, в котором он смог набрать 32 очка и сделать 13 подборов.
На драфте НБА 2013 года был выбран под 8-м номером командой «Детройт Пистонс» после чего принял участие в составе команды в Летней лиге НБА. 19 июля 2013 года он подписал свой первый профессиональный контракт с клубом. 16 апреля 2014 года Колдуэлл-Поуп установил свой рекорд результативности, набрав в игре против «Оклахома-Сити Тандер» 30 очков.
В июле 2014 года Колдуэлл-Поуп принял участие в Летней лиге НБА, во время которой он в среднем за игру набирал 24 очка и делал 7,4 подбора. В сезоне 2014/15 Кентавиус стал лучшим защитным игроком периметра в команде и стал лидером клуба по количеству минут, проведённых на площадке (2587). Хотя Колдуэлл-Поуп провёл довольно неплохо первую половину сезона, его показатели после перерыва на матч всех звёзд заметно улучшились, и во второй половине чемпионата он в среднем за игру набирал 14,3 очка. Он также завершил сезон со 153 точными трёхочковыми попаданиями, на 70 больше чем у второго по этому показателю игрока «Пистонс».

### Детройт Пистонс (2013—2017)
27 июня 2013 года Колдуэлл-Поуп был выбран на драфте НБА 2013 года под общим восьмым номером командой «Детройт Пистонс».
Позднее он начал выступать в Летней лиге, а 19 июля клуб подписал с ним контракт новичка.
16 декабря 2015 года в матче против «Бостон Селтикс» Кентавиус установил новый личный рекорд результативности — 31 очко.
7 июля 2017 года «Пистонс» отказался от прав на игрока, а он сам получил статус неограниченно свободного агента.

### Лос-Анджелес Лейкерс (2017—2021)
13 июля 2017 года игрок подписал контракт стоимостью 18 млн долл. сроком на один год с клубом «Лос-Анджелес Лейкерс». Дебютировал за новую команду 22 октября 2017, выйдя в основном составе и набрав 20 очков, однако «Лейкерс» со счётом 119—112 уступили «Нью-Орлеан Пеликанс».
6 июля 2018 года Колдуэлл-Поуп подписал с «Лос-Анджелес Лейкерс» новый контракт, как сообщалось, сроком на один год и стоимостью $12 млн.
16 декабря 2018 года набрал лучший в сезоне показатель в 25 очков, однако его команда проиграла со счётом 128—110 «Вашингтону». 30 декабря обновил показатели, набрав 26 очков, а клуб со счётом 121—114 переиграл «Кингз». 19 марта установил рекорд сезона в 35 очков, однако клуб со счётом 115—101 проиграл «Милуоки Бакс».
Колдуэлл-Поуп отказался от опции игрока на второй год своего контракта и стал свободным агентом. 23 ноября 2020 года он повторно подписал с «Лейкерс» трехлетний контракт на 40 миллионов долларов.

### Вашингтон Уизардс (2021—2022)
6 августа 2021 года Колдуэлл-Поуп был обменян в «Вашингтон Уизардс» в качестве части пакета за Рассела Уэстбрука. В 77 матчах за команду он набирал в среднем 13,2 очка, 3,4 подбора и 1,9 передачи за игру.

### Денвер Наггетс (2022—2024)
6 июля 2022 года Колдуэлл-Поуп был обменян вместе с Ишем Смитом в «Денвер Наггетс» на Монте Морриса и Уилла Бартона. 16 июля 2022 года Колдуэлл-Поуп подписал двухлетнее продление контракта с «Наггетс» на сумму 30 миллионов долларов. Колдуэлл-Поуп дебютировал в составе «Наггетс» 19 октября, набрав два очка, четыре подбора, шесть передач и два перехвата в матче против «Юта Джаз». В пятой игре финала НБА Колдуэлл-Поуп набрал 11 очков, четыре подбора, две передачи, два перехвата и три блока в победе над «Майами Хит» и помог «Наггетс» выиграть свой первый чемпионат НБА в истории франшизы.

### Орландо Мэджик (2024—2025)
1 июля 2024 года Кентавиус в качестве свободного агента подписал трёхлетний контракт с «Орландо Мэджик» на сумму 66 000 000 долларов.

### Мемфис Гриззлис (2025—настоящее время)
15 июня 2025 года Колдуэлл-Поуп был обменян в «Мемфис Гриззлис» вместе с Коулом Энтони, четырьмя незащищенными пиками первого раунда, включая 16-й пик на драфте НБА 2025 года, и правом на обмен пиками первого раунда 2029 года на Десмонда Бэйна.

## Статистика

### Статистика в НБА
| Сезон                                                                                    | Команда   | Регулярный сезон | Регулярный сезон | Регулярный сезон | Регулярный сезон | Регулярный сезон | Регулярный сезон | Регулярный сезон | Регулярный сезон | Регулярный сезон | Регулярный сезон | Регулярный сезон | Серия плей-офф | Серия плей-офф | Серия плей-офф | Серия плей-офф | Серия плей-офф | Серия плей-офф | Серия плей-офф | Серия плей-офф | Серия плей-офф | Серия плей-офф | Серия плей-офф |
| Сезон                                                                                    | Команда   | GP               | GS               | MPG              | FG%              | 3P%              | FT%              | RPG              | APG              | SPG              | BPG              | PPG              | GP             | GS             | MPG            | FG%            | 3P%            | FT%            | RPG            | APG            | SPG            | BPG            | PPG            |
| ---------------------------------------------------------------------------------------- | --------- | ---------------- | ---------------- | ---------------- | ---------------- | ---------------- | ---------------- | ---------------- | ---------------- | ---------------- | ---------------- | ---------------- | -------------- | -------------- | -------------- | -------------- | -------------- | -------------- | -------------- | -------------- | -------------- | -------------- | -------------- |
| 2013/14                                                                                  | Детройт   | 80               | 41               | 19,8             | 39,6             | 31,9             | 77,0             | 2,0              | 0,7              | 0,9              | 0,2              | 5,9              | Не участвовал  | Не участвовал  | Не участвовал  | Не участвовал  | Не участвовал  | Не участвовал  | Не участвовал  | Не участвовал  | Не участвовал  | Не участвовал  | Не участвовал  |
| 2014/15                                                                                  | Детройт   | 82               | 82               | 31,5             | 40,1             | 34,5             | 69,6             | 3,1              | 1,3              | 1,1              | 0,2              | 12,7             | Не участвовал  | Не участвовал  | Не участвовал  | Не участвовал  | Не участвовал  | Не участвовал  | Не участвовал  | Не участвовал  | Не участвовал  | Не участвовал  | Не участвовал  |
| 2015/16                                                                                  | Детройт   | 76               | 76               | 36,7             | 42,0             | 30,9             | 81,1             | 3,7              | 1,8              | 1,4              | 0,2              | 14,5             | 4              | 4              | 40,3           | 44,0           | 44,4           | 71,4           | 4,3            | 2,8            | 1,8            | 0,3            | 15,3           |
| 2016/17                                                                                  | Детройт   | 76               | 75               | 33,3             | 39,9             | 35,0             | 83,2             | 3,3              | 2,5              | 1,2              | 0,2              | 13,8             | Не участвовал  | Не участвовал  | Не участвовал  | Не участвовал  | Не участвовал  | Не участвовал  | Не участвовал  | Не участвовал  | Не участвовал  | Не участвовал  | Не участвовал  |
| 2017/18                                                                                  | Лейкерс   | 74               | 74               | 33,2             | 42,6             | 38,3             | 78,9             | 5,2              | 2,2              | 1,4              | 0,2              | 13,4             | Не участвовал  | Не участвовал  | Не участвовал  | Не участвовал  | Не участвовал  | Не участвовал  | Не участвовал  | Не участвовал  | Не участвовал  | Не участвовал  | Не участвовал  |
| 2018/19                                                                                  | Лейкерс   | 82               | 23               | 24,8             | 43,0             | 34,7             | 86,7             | 2,9              | 1,3              | 0,9              | 0,2              | 11,4             | Не участвовал  | Не участвовал  | Не участвовал  | Не участвовал  | Не участвовал  | Не участвовал  | Не участвовал  | Не участвовал  | Не участвовал  | Не участвовал  | Не участвовал  |
| 2019/20                                                                                  | Лейкерс   | 69               | 26               | 25,5             | 46,7             | 38,5             | 77,5             | 2,1              | 1,6              | 0,8              | 0,2              | 9,3              | 21             | 21             | 29,0           | 41,8           | 37,8           | 81,5           | 2,1            | 1,3            | 1,0            | 0,2            | 10,7           |
| 2020/21                                                                                  | Лейкерс   | 67               | 67               | 28,4             | 43,1             | 41,0             | 86,6             | 2,7              | 1,9              | 0,9              | 0,4              | 9,7              | 5              | 5              | 29,1           | 37,9           | 21,1           | 100,0          | 2,8            | 1,0            | 1,0            | 0,0            | 6,2            |
| 2021/22                                                                                  | Вашингтон | 77               | 77               | 30,2             | 43,5             | 39,0             | 89,0             | 3,4              | 1,9              | 1,1              | 0,3              | 13,2             | Не участвовал  | Не участвовал  | Не участвовал  | Не участвовал  | Не участвовал  | Не участвовал  | Не участвовал  | Не участвовал  | Не участвовал  | Не участвовал  | Не участвовал  |
| 2022/23                                                                                  | Денвер    | 76               | 76               | 31,3             | 46,2             | 42,3             | 82,4             | 2,7              | 2,4              | 1,5              | 0,5              | 10,8             | 20             | 20             | 33,5           | 45,7           | 38,0           | 82,9           | 3,3            | 1,6            | 1,3            | 0,7            | 10,6           |
| 2023/24                                                                                  | Денвер    | 76               | 76               | 31,6             | 46,0             | 40,6             | 89,4             | 2,4              | 2,4              | 1,3              | 0,6              | 10,1             | 12             | 12             | 35,0           | 39,5           | 32,7           | 100,0          | 2,9            | 2,6            | 1,4            | 0,4            | 8,1            |
|                                                                                          | Всего     | 835              | 693              | 29,6             | 42,7             | 36,9             | 81,9             | 3,0              | 1,8              | 1,1              | 0,3              | 11,4             | 62             | 62             | 32,4           | 42,6           | 36,5           | 84,7           | 2,8            | 1,7            | 1,2            | 0,4            | 10,1           |
| Наведите курсор мыши на аббревиатуры в заголовке таблицы, чтобы прочесть их расшифровку. |           |                  |                  |                  |                  |                  |                  |                  |                  |                  |                  |                  |                |                |                |                |                |                |                |                |                |                |                |

### Статистика в NCAA
| Сезон | Команда  | Conf  | Class | GP | GS | MPG  | FG%  | 3P%  | FT%  | RPG | APG | SPG | BPG | PPG  |
| --- | -------- | ----- | ----- | -- | -- | ---- | ---- | ---- | ---- | --- | --- | --- | --- | ---- |
| 2011/12 | Джорджия | SEC   | FR    | 32 | 30 | 32,1 | 39,6 | 30,4 | 65,4 | 5,2 | 1,2 | 1,8 | 0,3 | 13,2 |
| 2012/13 | Джорджия | SEC   | SO    | 32 | 30 | 33,9 | 43,3 | 37,3 | 79,9 | 7,1 | 1,8 | 2,0 | 0,5 | 18,5 |
| Всего | Всего    | Всего | Всего | 64 | 60 | 33,0 | 41,5 | 33,9 | 75,2 | 6,1 | 1,5 | 1,9 | 0,4 | 15,8 |
| Наведите курсор мыши на аббревиатуры в заголовке таблицы, чтобы прочесть их расшифровку Статистика приведена с сайта sports-reference.com |          |       |       |    |    |      |      |      |      |     |     |     |     |      |

## Личная жизнь

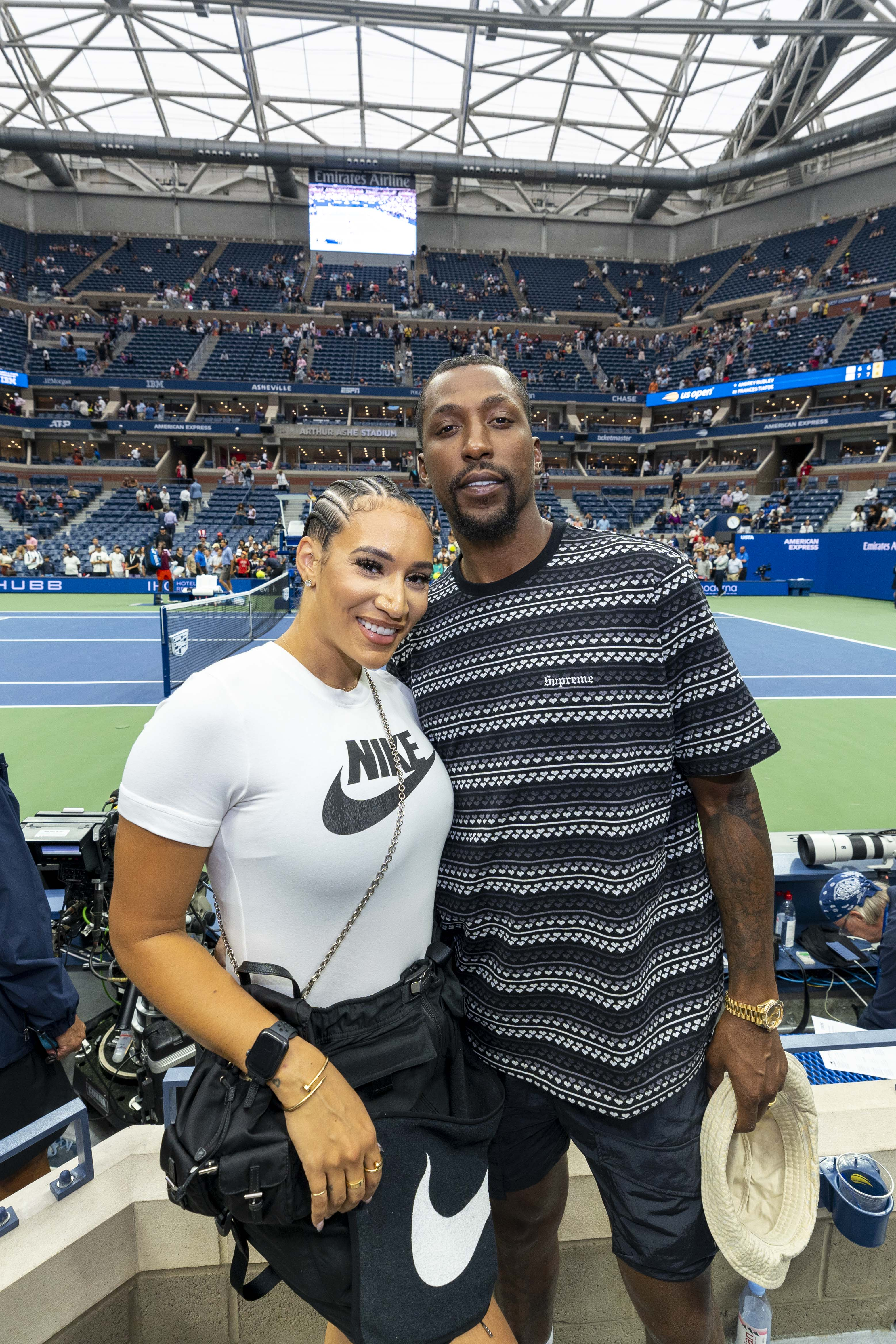
Колдуэлл-Поуп с женой на US Open 2022 года

Колдуэлл-Поуп родился в семье Ронды Колдуэлл и Лоренса Поупа. Он решил добавить фамилию отца к своей собственной, когда учился в младших классах средней школы.
Колдуэлл-Поуп женился на МакКензи Редмон в июне 2016 года. У них трое сыновей и одна дочь.